# Pedro Pablo Peña
Pedro Pablo Peña Cañete (Assunção, 1864 — Assunção, 1943) foi um médico, diplomata e político paraguaio, presidente do país de 28 de fevereiro a 25 de março de 1912.
Formado em Medicina em Buenos Aires, foi decano da Faculdade de Medicina e reitor da Universidad Nacional de Asunción. Serviu como embaixador no Brasil, de 1902 a 1904.